# Milton Viera
Milton Viera Rivero (Rio de Janeiro, 1946. május 11. –) uruguayi válogatott labdarúgó.

## Pályafutása

### A válogatottban
1966-ban 5 alkalommal szerepelt az uruguayi válogatottban és 1 gólt szerzett. Részt vett az 1966-os világbajnokságon.

## Sikerei, díjai
Nacional
- Uruguayi bajnok (2): 1963, 1966
- Copa Libertadores döntős (2): 1964, 1967

Peñarol
- Uruguayi bajnok (4): 1969, 1970, 1971, 1972
- Copa Libertadores döntős (1): 1970
- Interkontinentális bajnokok szuperkupája (1): 1969

Olimbiakósz
- Görög bajnok (3): 1972–73, 1973–74, 1974–75
- Görög kupa (2): 1972–73, 1974–75

AÉK
- Görög bajnok (2): 1977–78, 1978–79
- Görög kupa (1): 1977–78